# Nemzetközi Női Motoros Nap
A Nemzetközi Női Motoros Napot (International Female Ride Day) 2006-ban alapította a kanadai Vicki Gray, a Motoress motoros magazin alapítója. Első évben csak Kanadában és az Egyesült Államokban ünnepelték ezen a napon a motorozó nőket, 2007-től azonban a világ több országában is csatlakoztak a motoros nők, így 2008-tól nemzetközi, a világ minden táján szinkronizált motoros esemény lett a női motoros nap május első szombatján.
Az esemény megálmodója a női motorosokra szerette volna felhívni a közvélemény figyelmét, valamit bátorítani kívánja azokat a hölgyeket, akik eddig még nem merték elhatározni magukat.
A magyar motoros nők először 2007-ben csatlakoztak a női motoros naphoz a Csajokamotoron.hu portál szervezésében 2007. május 4-én. 2016-ban már tizedik alkalommal rendezték meg. A rendezvényre 2021-ben is sor kerül.

## A Nemzetközi Női Motoros Nap üzenete
Vicki Gray az esemény megálmodója a női motorosokra szerette volna felhívni a közvélemény figyelmét, valamit bátorítani kívánja azokat a hölgyeket, akik eddig még nem merték elhatározni magukat.
„Lehet sportmotorod, cruisered, robogód, krossz-, túra- vagy versenymotorod, a stílus nem számít! Egy dolog a fontos – ami a nap szlogenje is – Just Ride! Csak Hajts! Ülj motorra, és mutasd meg magad mindenkinek! A koncepció sikerét ez az összehangolt, egyetemes felhívás adja, ami összehozza a motoros nőket.”
Ez egy nap arra, hogy megünnepeljük, és reflektorfénybe helyezzük azt a rengeteg nőt, akik ennek az életmódnak a szenvedélyén osztoznak. A tény, hogy rengeteg nő csatlakozik a rendezvényhez, példát ad a még nem motorozó nőknek arra, milyen is ez a közösség, és talán egy kis buzdítást is, hogy soha nem késő elkezdeni ezt a gyönyörű hobbit.

## Vicki Gray figyelmeztetése
„Habár a motorozás csodálatos, biztonságos, szórakoztató elfoglaltság lehet bármilyen életkorban, vezessünk óvatosan, soha ne lépjük át saját korlátainkat, és gyakorlottsági szintünket, viseljünk megfelelő védőfelszerelést, és soha ne igyunk alkoholt vezetés közben. Így egész biztos, hogy az irányítás a saját kezünkben marad!”